# Sabtang
Sabtang is een gemeente in de Filipijnse provincie Batanes. Daarnaast is Sabtang ook de naam van het grootste eiland van die gemeente. Bij de laatste census in 2007 had de gemeente ruim duizend inwoners.

## Geografie

### Bestuurlijke indeling
De gemeente Sabtang is onderverdeeld in de volgende 6 barangays:
- Chavayan
- Malakdang
- Nakanmuan
- Savidug
- Sinakan
- Sumnanga

## Demografie
Sabtang had bij de census van 2007 een inwoneraantal van 1.465 mensen. Dit zijn 213 mensen (12,7%) minder dan bij de vorige census van 2000. De gemiddelde jaarlijkse groei komt daarmee uit op -1,85%, hetgeen geheel afwijkt van het landelijk jaarlijks gemiddelde over deze periode (2,04%). Vergeleken met de census van 1995 is het aantal mensen met 31 (2,2%) toegenomen.

De bevolkingsdichtheid van Sabtang was ten tijde van de laatste census, met 1.465 inwoners op 40,7 km², 36 mensen per km².

## Bronnen

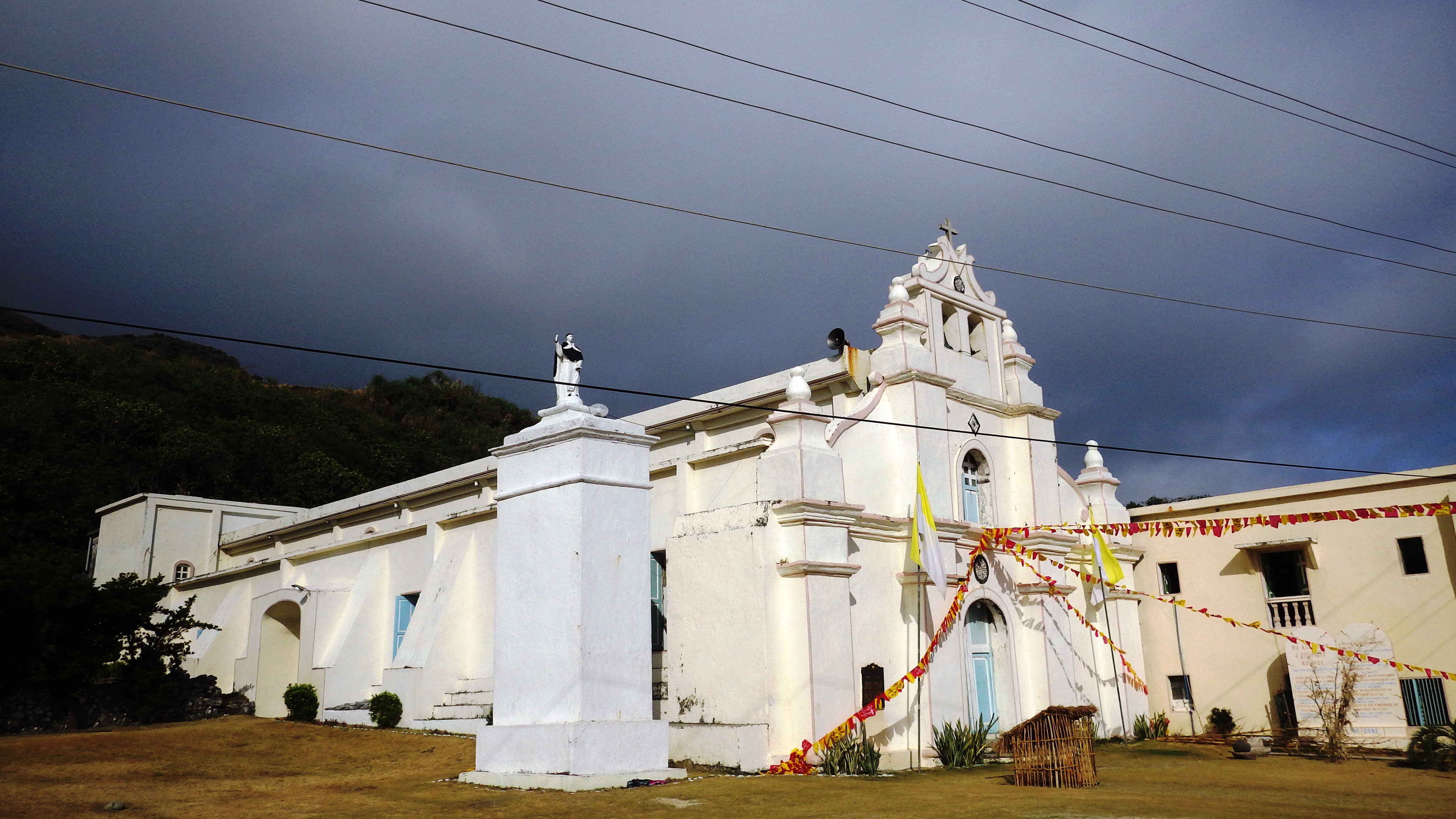
kerk in Sabtang